# Serie A 2012 (canoa polo maschile)
La Serie A 2012 è stata la 20ª edizione della massima serie del campionato italiano maschile di canoa polo disputato dal 1993, anno di adozione da parte della Federazione Italiana Canoa Kayak del regolamento internazionale. È stato vinto per la sesta volta dalla Pro Scogli Chiavari, che ha battuto in finale il Circolo Nautico Posillipo. Terzo è arrivato il KST 2001 Siracusa. Sono invece retrocesse le due neopromosse Ognina e San Miniato, oltre che San Nicola e CUS Bari. L'altra neopromossa era l'Ortigia, mentre il Lerici aveva rifiutato la promozione (facendo ripescare il Katana, mentre il Murcarolo era stato ripescato per la mancata iscrizione del Firenze).

## Squadre partecipanti

### Concentramento Nord
| Club                       | Città       |
| -------------------------- | ----------- |
| S.S. Murcarolo             | Genova      |
| CUS Bari                   | Bari        |
| Mariner Canoa Club         | Roma        |
| Società Canottieri Ichnusa | Cagliari    |
| Arenzano Canoa             | Arenzano    |
| Pro Scogli Chiavari        | Chiavari    |
| Canoa San Miniato          | San Miniato |

### Concentramento Sud
| Club                      | Città                |
| ------------------------- | -------------------- |
| CK Gravità Zero Academy   | Bari/Castel Gandolfo |
| Circolo Nautico Posillipo | Napoli               |
| Sport Club Ognina         | Catania              |
| Canoa Polo Ortigia        | Siracusa             |
| C.N. Marina S.Nicola      | San Nicola l'Arena   |
| P.N Katana                | Catania              |
| KST 2001                  | Siracusa             |

## Stagione regolare
Gli incontri si sono svolti nelle seguenti giornate:
- 14/15 aprile: Agropoli entrambi i concentramenti
- 28/29 aprile: San Miniato raggruppamento Nord - Siracusa raggruppamento Sud
- 12/13 maggio: Bacoli entrambi i raggruppamenti
- 9/10 giugno: Bologna raggruppamento Nord - San Nicola l'Arena raggruppamento Sud
- 30 giugno/1º luglio: Roma entrambi i raggruppamenti

### Classifica
|  |     | Classifica 2012             | Pti | G  | V  | N | P  | GF  | GS  | DR   |
|  | --- | --------------------------- | --- | -- | -- | - | -- | --- | --- | ---- |
|  | 1.  | Pro Scogli Chiavari         | 78  | 26 | 26 | 0 | 0  | 168 | 68  | 100  |
|  | 2.  | KST 2001 Siracusa           | 65  | 26 | 21 | 2 | 3  | 132 | 47  | 85   |
|  | 3.  | Circolo Nautico Posillipo   | 60  | 26 | 19 | 3 | 4  | 123 | 63  | 60   |
|  | 4.  | Mariner Canoa Club          | 53  | 26 | 17 | 2 | 7  | 121 | 85  | 36   |
|  | 5.  | CK Gravità Zero Academy     | 53  | 26 | 16 | 5 | 5  | 125 | 77  | 48   |
|  | 6.  | Canoa Polo Ortigia          | 45  | 26 | 15 | 0 | 11 | 104 | 93  | 11   |
|  | 7.  | Società Canottieri Ichnusa  | 41  | 26 | 13 | 2 | 11 | 101 | 109 | -8   |
|  | 8.  | Polisportiva Nautica Katana | 33  | 26 | 10 | 3 | 13 | 112 | 101 | 11   |
|  | 9.  | Società Sportiva Murcarolo  | 29  | 26 | 9  | 2 | 15 | 88  | 105 | -17  |
|  | 10. | Arenzano Canoa              | 28  | 26 | 9  | 1 | 16 | 88  | 108 | -20  |
|  | 11. | CN Marina San Nicola        | 27  | 26 | 8  | 3 | 15 | 97  | 106 | -9   |
|  | 12. | Canoa San Miniato           | 8   | 26 | 2  | 2 | 22 | 58  | 159 | -101 |
|  | 13. | Sport Club Ognina           | 6   | 26 | 1  | 3 | 22 | 69  | 138 | -69  |
|  | 14. | CUS Bari                    | 5   | 26 | 1  | 2 | 23 | 62  | 189 | -127 |

## Play-off Scudetto
I play-off scudetto si sono tenuti i giorni 21/22 luglio a Siracusa.

### Incontri

#### Spareggi per le semifinali
- CN Posillipo - CP Ortigia 3-1
- Mariner CC - Academy 3-4
- CP Ortigia - CN Posillipo 4-5
- Academy - Mariner CC 7-6

#### Semifinali
- PS Chiavari - Academy 8-2
- KST Siracusa - CN Posillipo 3-5
- Academy - PS Chiavari 3-6
- CN Posillipo - KST Siracusa 2-1

#### Finali
- 5°/6°: Mariner CC - CP Ortigia 6-5
- 3°/4°: KST Siracusa - Academy 6-5
- 1°/2°: PS Chiavari - CN Posillipo 6-3

### Classifica
1 Pro Scogli Chiavari 
2 Circolo Nautico Posillipo 
3 KST 2001 Siracusa 
4 Canoa Kayak Gravità Zero Academy
5 Mariner Canoa Club
6 Canoa Polo Ortigia

## Vincitore
| Campione d'Italia 2012          |
| ------------------------------- |
| Pro Scogli Chiavari (6º titolo) |

## Verdetti
- Pro Scogli Chiavari Campione d'Italia 2012
- Pro Scogli Chiavari e Circolo Nautico Posillipo qualificati all'European Canoe Polo Club Championship 2012
- Circolo Nautico Marina di San Nicola, Canoa San Miniato, CUS Bari e Sport Club Ognina retrocesse in Serie A1 2013